# Elsa Deville
Pour les articles homonymes, voir Deville.
Elsa Deville est une joueuse de handball française née le 13 juin 1996 à La Teste-de-Buch, évoluant au poste d'ailière droite.

## Biographie
Après avoir fait ses débuts avec l'Union Mios Biganos-Bègles, et notamment remporté la coupe Challenge 2015, elle quitte son club formateur après son dépôt de bilan en novembre 2015, et s'engage alors avec Fleury Loiret.

## Palmarès
compétitions internationales
- vainqueur de la coupe Challenge en 2015 (avec Mios Biganos-Bègles)

compétitions nationales
- finaliste de la coupe de la Ligue en 2015 (avec Mios Biganos-Bègles)